# Дунавски льосови степи
Дунавски льосови степи е застрашено природно местообитание, включено в Червената книга на България, Закона за биологичното разнообразие, Бернската конвенция и Директивата за хабитатите.

## Описание
Местообитанието се среща по възвишенията в северната част на Дунавската равнина, в районите с типичен льос с дебелина от 30 – 50 до 100 – 120 m. Льосовата покривка образува типични форми – „гърбици“ (Оряхово, Козлодуй, Горни и Долни Цибър) и обширни льосови плата (Златията, Равнището, височините около Сомовит, Никопол, Свищов, северно от Бяла). Между Козлодуй и село Горни Цибър и на други места в Северозападна България, льосовата покривка завършва на терасите на река Дунав с отвесна, висока около 80 m и дълга 4 km стена.

## Флора
Льосовите степи са разпространени по заоблените била. Височината на льосовите „гърбици“ при село Остров и Оряхово достига до 220 m надморска висоина. Тези почви са сравнително богати, но сухи. Доминират житните треви. На най-богатите и слабо ерозирали почви преобладават гъстотуфести и затворени тревни съобщества с основни видове черна садина, валезийска власатка, козя власатка и тирзово коило. Височината на основните треви достига до 1,80 m, като има втори етаж от по-ниски житни растения. Най-представителни са в района на Никополското плато и височините по десния бряг на река Вит между Плевен и село Сомовит. В състава им участват много типични степни елементи, като вълнестоцветно сграбиче, мъхнатоцветно сграбиче, твърдолистна метличина, пъстър минзухар, дребноцветна коча билка, наведен конски босилек, заедно с някои регионални ендемити – ковачев зановец, пясъчен чистец. В западната част на Дунавската равнина, в района на Лом и Козлодуй, повечето от типичните понтийски степни видове изчезват. В цепнатините на льоса големи туфи формират полски пелин, румелийска метличина, главест зановец, полегнала метла, обикновен зърнеш и други. По-голяма част от степите върху льосовите плата са разорани в Средновековието и много малка част са се запазили, предимно на неподходящи за земеделие терени. Оцелелите степи са подложени на деградационни промени.

## Фауна
От животинските видове се срещат черно житно пиле, смок стрелец, ивичест гущер, полска чучулига, късопръста чучулига, черногръд хомяк, степна домашна мишка, степен пор, лалугер и други.